# Elezioni politiche suppletive in Italia del 2022
Le elezioni politiche suppletive italiane del 2022 sono le elezioni tenute in Italia nel corso dell'anno 2022 per eleggere deputati o senatori dei collegi uninominali rimasti vacanti.

## Camera dei deputati

### Collegio Lazio 1 - 01

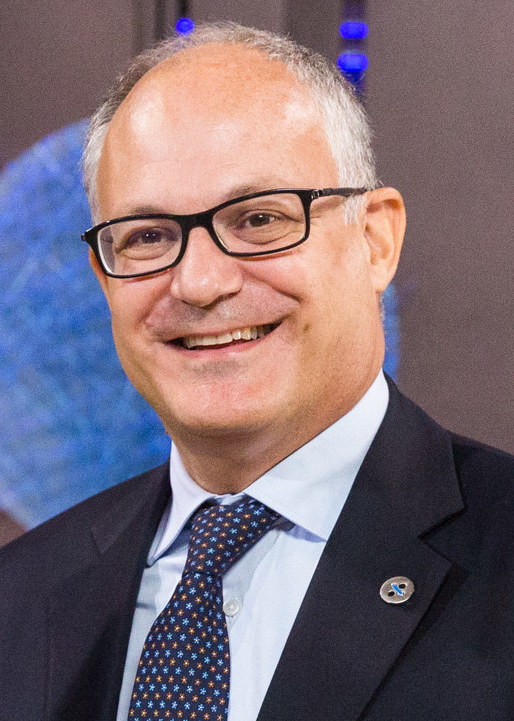
Il deputato uscente Roberto Gualtieri.

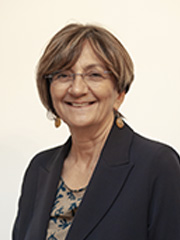
La deputata Cecilia D'Elia, eletta il 16 gennaio 2022.

Le elezioni politiche suppletive nel Collegio uninominale Lazio 1 - 01 si sono tenute il 16 gennaio 2022 per eleggere un deputato nel seggio lasciato vacante da Roberto Gualtieri (PD), dimessosi il 4 novembre 2021 dopo essere stato eletto sindaco di Roma.
Gualtieri era stato a sua volta eletto nelle precedenti elezioni suppletive del 1º marzo 2020, convocate per colmare il seggio lasciato vuoto da Paolo Gentiloni (PD) nominato commissario europeo per gli affari economici e monetari nella commissione von der Leyen: è stata la prima volta in cui vi sono state due elezioni suppletive per il medesimo collegio in un'unica legislatura.
Il collegio elettorale è formato da parte del territorio del comune di Roma (Rione Monti, Rione Trevi, Rione Colonna, Rione Campo Marzio, Rione Ponte, Rione Parione, Rione Regola, Rione Sant'Eustachio, Rione Pigna, Rione Campitelli, Rione Sant'Angelo, Rione Ripa, Rione Borgo, Rione Esquilino, Rione Ludovisi, Rione Sallustiano, Rione Castro Pretorio, Rione Celio, Rione San Saba, Rione Testaccio, Rione Trastevere, Rione Prati, Quartiere Trionfale, Quartiere Flaminio, Quartiere Della Vittoria).
| Partito                            | Partito                                          | Candidato                          | Risultati 16 gennaio 2022 | Risultati 16 gennaio 2022 |
| Partito                            | Partito                                          | Candidato                          | Voti                      | %                         |
| ---------------------------------- | ------------------------------------------------ | ---------------------------------- | ------------------------- | ------------------------- |
|                                    | Partito Democratico                              | Cecilia D'Elia                     | 12 401                    | 59,43                     |
|                                    | Lega-Fratelli d'Italia-Forza Italia              | Simonetta Matone                   | 4 678                     | 22,42                     |
|                                    | Italia Viva                                      | Valerio Casini                     | 2 698                     | 12,93                     |
|                                    | Potere al Popolo!                                | Beatrice Gamberini                 | 676                       | 3,24                      |
|                                    | Il N-"Uovo" Mondo - Io per tutti tutti per noi   | Lorenzo Vanni                      | 412                       | 1,97                      |
|                                    |                                                  |                                    |                           |                           |
| Iscritti                           | Iscritti                                         | Iscritti                           | 185 394                   | 100,00                    |
| ↳ Votanti (% su iscritti)          | ↳ Votanti (% su iscritti)                        | ↳ Votanti (% su iscritti)          | 21 010                    | 11,33                     |
| ↳ Voti validi (% su votanti)       | ↳ Voti validi (% su votanti)                     | ↳ Voti validi (% su votanti)       | 20 865                    | 99,31                     |
| ↳ Schede non valide (% su votanti) | ↳ Schede non valide (% su votanti)               | ↳ Schede non valide (% su votanti) | 145                       | 0,69                      |
| ↳ Astenuti (% su iscritti)         | ↳ Astenuti (% su iscritti)                       | ↳ Astenuti (% su iscritti)         | 164 384                   | 88,67                     |
|                                    |                                                  |                                    |                           |                           |
|                                    | Esito: collegio confermato a Partito Democratico |                                    |                           |                           |

## Riepilogo
| Data       | Camera              | Circoscrizione | Collegio            | Partito | Partito | Parlamentare uscente | Partito | Partito | Parlamentare eletto |
| ---------- | ------------------- | -------------- | ------------------- | ------- | ------- | -------------------- | ------- | ------- | ------------------- |
| 16 gennaio | Camera dei Deputati | Lazio 1        | 01 (Roma-Trionfale) |         | PD      | Roberto Gualtieri    |         | PD      | Cecilia D'Elia      |